# Tularosa, Novi Meksiko
Tularosa je selo u okrugu Oteru u američkoj saveznoj državi Novom Meksiku. Prema popisu stanovništva SAD 2000. ovdje je živjelo 2 864 stanovnika. Zove se prema Tularosi, geološkom jarku u kojem se nalazi. Na zapadu je gorje Sacramento. Tularosa je poznata po njegovanju kulture gradnje zgrada od ćerpiča.
Ime je dobila prema Schoenoplectus acutus (španjolski tula) i njenim cvjetovima koji izgledaju kao ruža (španjolski rosa) crvene do crveno smeđe boje, koje su rasle duž obala potoka Tularose. Nazočnost tog potoka koji je važan izvor vode privukla je doseljenike. Doseljenici su pokušali uspostaviti naselje 1860. godine, ali nisu uspjeli zbog apačkih napada. Dvije godine poslije, nakon bitke kod obližnje planine Round, španjolski su farmeri iz doline rijeke Rio Grande uspjeli naseliti ovaj kraj. 1863. godine grad Tularosa formalno je osnovan i mapiran s 49 blokova te distribuiranim i zabilježenim vodnim pravima.

## Zemljopis
Nalazi se na 33°4′35″N 106°1′18″W / 33.07639°N 106.02167°W (33.076282, -106.021699). Prema Uredu SAD-a za popis stanovništva, zauzima 5,4 km2 površine, sve suhozemne.
Sjeverno je potok Tularosa (Tularosa Creek, Rio Tularosa) koji teče iz klanca Tularose, spuštajućise s indijanskog rezervata Mescalero Apača, koji dijeli gorje Sacrementa na jugu od Sierra Blance na sjeveru.  Podnožje gorja Sacramento su brda Coyote Hills koja su sjeveroistočno od Tularose.

## Stanovništvo
Prema podatcima popisa 2010. u Tularosi je bilo 2 842 stanovnika, 1 199 kućanstava od čega 765 obiteljskih, a stanovništvo po rasi bili su 72,4% bijelci, 0,6% "crnci ili afroamerikanci", 6,2% "američki Indijanci i aljaskanski domorodci", 0,4% Azijci, 0,1% Samoanaca, 13,9% ostalih rasa, 6,4% dviju ili više rasa. Hispanoamerikanaca i Latinoamerikanaca svih rasa bilo je 53,9%.

## Znamenitosti
- Izvorno mjesto grada Tularose, koji se sastoji od izvornih 49 blokova na 5,7 km2 i ima 182 zgrade, 1979. proglašen je povijesnim okrugom i zapisan u Nacionalnom registru povijesnih mjesta.
- Adobe Bismark, zemljani model Bismarcka, njemačkog ratnog broda iz Drugog svjetskog rata u omjeru 1:1. Nalazi se zapadno od Tularose.[5]
- U Nacionalnom registru povijesnih mjesta je crkva svetog Franje Paulskog.